# Belle Fontaine (Alabama)
Pour les articles homonymes, voir Belle Fontaine.
Belle Fontaine est une communauté non incorporée du comté de Mobile et du bayou La Batre en Alabama.

## Géographie
La communauté de Belle Fontaine, peuplée de 557 habitants en 2016, est située juste au nord à l'embouchure de la rivière Fowl et de la baie de Mobile à une trentaine de kilomètres au sud-ouest de la ville portuaire de Mobile. Elle est située en face de l'île artificielle de Gaillard Island. Son territoire longe l'île de Mon Louis Island.

## Histoire
Le hameau de Belle Fontaine remonte à l'époque de la Louisiane française. Cette région du bayou La Batre était peuplée de colons franco-louisianais qui s'établirent en ce lieu, souvent comme pêcheurs dans la baie de Mobile et sur la côte du golfe du Mexique. 

## Démographie
| 2000 | 2010 | - | - | - | - |
| ---- | ---- | - | - | - | - |
| 381  | 608  | - | - | - | - |